# フレッド・ヴァン・ホーフ
フレッド・ヴァン・ホーフ（Fred Van Hove、1937年2月19日 - 2022年1月13日）は、ベルギーのジャズ・ミュージシャンであり、ヨーロピアン・フリー・ジャズのパイオニアである。ピアニスト、アコーディオン奏者、教会オルガン奏者、カリヨン奏者、即興演奏家であり作曲家でもある。1960年代と1970年代に、サクソフォーン奏者のペーター・ブロッツマンやドラマーのハン・ベニンクと共演した。

## 略歴
ヴァン・ホーフはベルギーで音楽理論、調和、ピアノを学んだ。1966年にサックス奏者のペーター・ブロッツマンとの交流を開始し、1968年のアルバム『マシンガン』を含む初期のカルテットとセクステットのレコーディングで演奏し、その後、ブロッツマンとドラマーのハン・ベニンクとのトリオの一員として演奏した。それ以来、ヴァン・ホーフは、特にサックス奏者のスティーヴ・レイシーやロル・コックスヒル、トロンボーン奏者のアルベルト・マンゲルスドルフやヴィンコ・グロボカールと、多くのデュオで演奏してきている。映画や演劇のために作曲を行うほか、ベルリンで地元のミュージシャンたちを教えてきた。また、ドイツ、フランス、イギリス、ベルギー、オランダ、そしてリール第三大学のスタジオにて、ワークショップを開催している。ヴァン・ホーフは仲間のベルギー・ミュージシャンともコラボレーションしており、1996年にはベルギー政府からフランダース文化大使の称号を与えられた。

## ディスコグラフィ

### リーダー・アルバム
- 『レクイエム・フォー・チェ・ゲバラ/ライヴ・アット・ザ・ベルリン・ジャズ・フェスティヴァル』 - Requiem For Che Guevara / Psalmus Spei (1969年、MPS) ※with ウォルフガング・ダウナー
- Een Tweede Vogel (1972年、Vogel) ※with Cel Overberghe
- Fred Van Hove (1973年、Vogel)
- Live At The University (1975年、Vogel)
- Verloren Maandag (1977年、FMP, Stichting Vrijere Muziek)
- Fred Van Hove & Cel Overberghe With Strings - Met Strijkers - Avec Cordes (1977年、Kamikaze) ※with Cel Overberghe
- Church Organ (1981年、FMP)
- Prosper (1982年、FMP)
- Au Pavillon De La Garde (1982年、Igloo) ※with Christian Leroy
- ML BB 1 – Berliner Begegnung (1983年、FMP) ※with ヴォルフガング・フックス、ピーター・ホリンガー
- Fred 'N Phil (1983年、Kubu) ※with フィリップ・ワックスマン
- KKWTT (Pour Quintette À Cuivres Et Piano Improvisé) (1984年、Nato)
- Die Letzte (1986年、FMP)
- U I T (1986年、Nato) ※with アニック・ノザッティ
- Berliner Begegnung : Fuchs* / Van Hove* / Lytton* - Wo Der Kopf Sitzt (1987年、FMP) ※Berliner Begegnung名義。with ヴォルフガング・フックス、ポール・リットン
- MLB III - Musica Libera Belgicae (1988年、BV Haast) ※with André Goudbee、Ivo Vander Borght
- Johannes Bauer Annick Nozati Fred Van Hove (1989年、AMIGA) ※with ヨハネス・バウアー、アニック・ノザッティ
- 『オーガニック・パラグラフ』 - Organo Pleno (1993年、FMP) ※with ヨハネス・バウアー、アニック・ノザッティ
- Lust (1994年、WIMpro) ※with Ivo Vander Borght
- I-II-III (1996年、Edition Explico)
- Live In Canada '97 (1997年、X-OR) ※with Luc Houtkamp、Gert-Jan Prins
- Pijp (1997年、WIMpro) ※with コニー・バウアー、ヨハネス・バウアー
- Passing Waves (1998年、Nuscope)
- 『奔出』 - Flux (1998年、Potlatch)
- Improvisations (2001年、Saravah) ※with エティエンヌ・ブリュネ
- GratHovOx (2002年、Nuscope) ※with フランク・グラコウスキ、トニー・オクスレイ
- FIN Trio (2002年、WIMpro) ※FIN Trio名義。with Ivo Vander Borght、Nikos Veliotis
- Spraak & Roll (2004年、WIMpro)
- 『FACETTEN』 - Facetten: Live At Total Music Meeting 2004 (2005年、a/l/l) ※with ヴォルフガング・フックス
- Constant Comments (2005年、FMR) ※Axon名義。with フィル・ミントン、マーシオ・マトス、マルティン・ブルーム
- Hear Here Now (2007年、(K-RAA-K)³) ※with Rhythm Section
- Journey (2008年、psi)
- Asynchronous (2009年、Slam Productions) ※with ポール・ダンモール、ポール・ロジャース、ポール・リットン
- Galactic Alignment : Piano Duo Improvisation (2013年、Kandala) ※with 李世揚
- Quat - Live At Hasselt (2013年、NoBusiness) ※with Els Vandeweyer、ポール・ローフェンス、マルティン・ブルーム
- Burns Longer (2013年、Balance Point Acoustics) ※with Peter Jacquemyn、Damon Smith
- The Corner (2017年、Relative Pitch) ※with ロジャー・ターナー
- Fred Van Hove At 80 (2019年、Dropa Disc)
- Front To Front (2020年、Dropa Disc) ※with ペーター・ブロッツマン